# Charles-Eugène de Lévis-Charlus
Pour les autres membres de la famille, voir Maison de Lévis.
Pour les articles homonymes, voir Charlus.
Charles-Eugène de Lévis, duc de Lévis, comte de Charlus est un militaire français né le 21 juin 1669 à Paris où il est mort le 9 mai 1734. Lieutenant général des armées (1707), il fut membre du Conseil de la guerre (1715-1718).

## Biographie

### Origines et famille
Charles-Eugène est le fils de Charles-Antoine de Lévis (v. 1643-1719), marquis de Poligny, comte de Charlus, lieutenant pour le roi dans la province du Bourbonnais, et de Marie-Françoise de Béthisy (v. 1637-1719), sous-gouvernante des filles d'honneur de la reine Marie-Thérèse d'Autriche (1660).
Sa sœur, Catherine Agnès de Lévis, est la mère du maréchal de Belle-Isle.

### Carrière militaire
Charles-Eugène de Lévis commença à servir en 1688, en participant à la prise des villes allemandes de Mannheim, Philippsbourg et Frankenthal. À la suite de ces évènements qui contribuèrent aux déclenchement de la Guerre de la ligue d'Augsbourg, il eut un régiment de cavalerie à la tête duquel il se trouva aux batailles de Fleurus (1690), Steinkerque (1692), Neerwinden (1693) et aux sièges de Mons (1691), Namur (1692) et Charleroi (1693). Ce régiment est nommé, dans certaines archives, « du marquis de Levys », est à l'origine du Royal-Normandie puis du 27e régiment des dragons.
Brigadier des armées du roi depuis 1702, il obtint en 1704 le grade de maréchal de camp, puis en 1707 celui de lieutenant-général des armées.
En 1703, il se distingue à la bataille d'Höchstädt, puis sert dans l'armée de Flandres. En 1708, il sert en Écosse ; fait prisonnier par les Anglais. il est libéré par échange.
En 1713, il est nommé gouverneur de Mézières, jusqu'en 1728.
En 1715, il est nommé aussi lieutenant général en Bourbonnais sur résignation de son père, en 1718 commandant en chef dans le comté de Bourgogne et en 1728, gouverneur de Bergues.
Durant la polysynodie (1715-1718), il fut membre du Conseil de la guerre, chargé de la cavalerie, conjointement avec Joffreville. Plus précisément, Lévis gérait les dragons, la gendarmerie et la Maison du roi. Il perdit la compétence sur les dragons en février 1718. Comme les autres conseils de la polysynodie, le Conseil de la guerre fut supprimé en septembre 1718. Au total, Lévis y est peu intervenu.
En 1726, en période de paix, il établit un camp à Saint-Jean-de-Losne où il commande des exercices d'entrainements militaires pendant quelques semaines.
C’était selon Saint-Simon, le célèbre chroniqueur de Louis XIV, « un jeune homme bien fait, tout militaire et fort débauché qui n’avait jamais eu la plus petite teinte d’éducation mais qui, avec cela, avait de l’esprit, de la valeur, de l’honneur et beaucoup d’envie de bien faire. »

### Un grand seigneur
Dernier des marquis de Poligny, il obtint, en 1723, pour lui et ses descendants mâles, que les terres et seigneuries de Lurci, le Sauvage, Polligni soient érigées en duché-pairie sous le nom de duché de Lévis (ou Lévy). C'est à partir de ce moment que Lurcy-le-Sauvage fut appelé Lurcy-Lévis.
Lieutenant général des armées du roi et de la province du Bourbonnais, gouverneur de Mézières, et commandant en Franche-Comté, il est créé duc et pair de France le 13 février 1723. Il fut reçu au parlement de Besançon le 22 suivant, le Roi y tenant son lit de justice à l'occasion de sa majorité.
Il meurt le 9 mai 1734 en son hôtel, à Paris, rue Saint-Dominique, paroisse Saint-Sulpice.

### Mariage et descendance
Il épouse, le 28 janvier 1698 en l'église Notre-Dame de Versailles, Marie Françoise d'Albert de Luynes, dame du Palais (17 avril 1678 - Paris, 3 novembre 1734), fille de Charles-Honoré d'Albert de Luynes, 3e duc de Luynes, duc de Chevreuse, pair de France, et de Jeanne Marie Colbert.
Elle était la petite-fille de Louis Charles d'Albert de Luynes, 2e duc de Luynes et celle de Jean-Baptiste Colbert, le célèbre ministre de Louis XIV.
Elle fut dame du palais de Marie-Adélaïde de Savoie, duchesse de Bourgogne et dauphine de France.
Sa femme fut pour lui une puissante alliée, grâce à l’amitié qui la liait à la duchesse de Bourgogne, belle-fille du Grand Dauphin, fils de Louis XIV, ainsi que par la confiance que lui témoignèrent Madame de Maintenon puis le cardinal de Fleury. Elle observait, d’après le duc de Luynes, un secret impénétrable et était capable d’entrer dans les plus grandes affaires.
Au moment de célébrer les noces, on s’aperçut que le jeune homme avait été ondoyé à sa naissance, mais n’avait jamais reçu le moindre sacrement : on le baptisa alors le matin même, il fit sa communion à midi et se maria le soir à minuit.
De cette union naissent :
1. Marie-Françoise de Lévis Charlus (1698-1728). Elle mourut avant ses parents, ayant épousé le 20 janvier 1722 Joseph-François de La Croix, marquis de Castries, lieutenant du roi en Languedoc, gouverneur et sénéchal à Montpellier (1663-1728), dont postérité. Elle est notamment la mère du maréchal de Castries ;
2. Charles de Lévis, comte de Charlus, « mestre de camp » du régiment de Charlus, (1699-1724) ;
3. François Honoré de Lévis, marquis de Lévis, (1706-1727) ;
4. Guy Antoine de Lévis (1715-1725)[6].

De ses enfants, seule sa fille, la marquise de Castries, laissa une descendance. Elle fit entrer la terre et le château de Lévis, dans la famille de Castries qui les vendit en 1752 à Jacques Hardouin-Mansart.

### Distinctions
- Admis aux honneurs de la cour (1715)
- Chevalier des ordres du Roi (1731)

## Armoiries
| Figure | Blasonnement                    |
|        | D'or à trois chevrons de sable. |

### Sources et bibliographie
- D. L. C. D. B., Dictionnaire généalogique, héraldique, chronologique et historique, contenant l'origine et l'état actuel des premières maisons de France, des maisons souveraines et principales de l'Europe ..., Duchesne, 1757, 648 p. (lire en ligne) ;
- Louis Moréri, Grand dictionnaire historique, vol. 4, Jean Brandmuller, 1732 (lire en ligne) ;
- Saint-Simon, Mémoires complets et authentiques du duc de Saint-Simon, Volume 2 sur Google Livres, A. Sautelet et Cie, 1829
- Alexandre Dupilet, La Régence absolue. Philippe d'Orléans et la polysynodie (1715-1718), Seyssel, Champ Vallon, coll. « époques », 2011, 437 p. (ISBN 978-2-87673-547-7)